# 클램셸

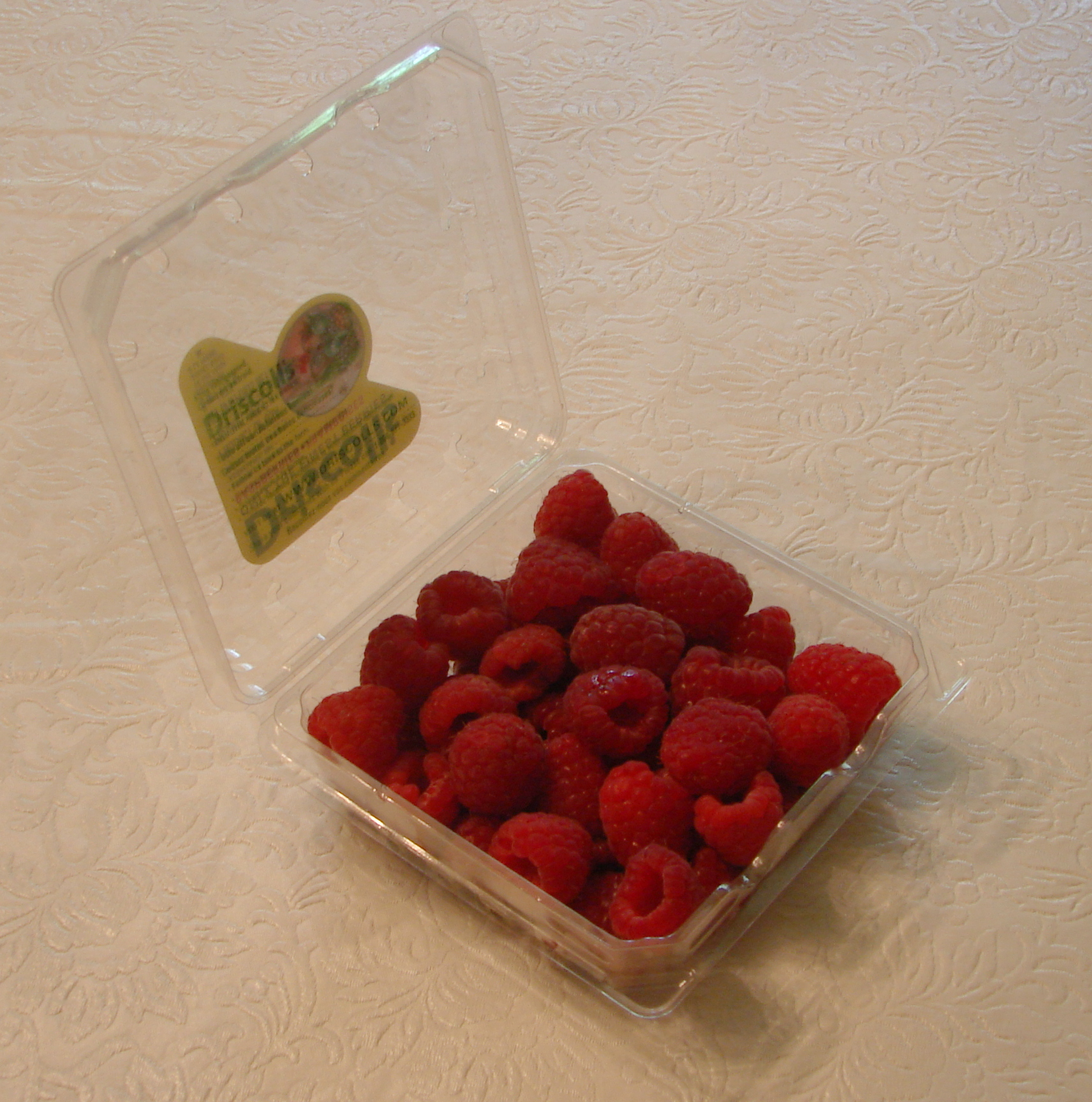
라즈베리가 플라스틱 클램셸 패키지에 담겨있다.

클램셸(Clamshell)은 힌지 영역으로 결합된 두 개의 반쪽으로 구성된 일체형 컨테이너로 구조가 함께 모여 닫힐 수 있다. 클램셸은 재사용 및 재밀폐가 가능하도록 만들거나 안전하게 밀봉할 수 있다.

## 기원
투명한 플라스틱 클램셸 용기는 1990년대 캘리포니아 베리 재배자인 드리스콜스(Driscoll's)가 소매 판매용 베리를 포장하기 위해 발명했다.

## 구조
클램셸 용기는 다양한 재료로 만들 수 있다. 폴리스타이렌, 폴리에스터, PVC, 폼 시트 등과 같은 플라스틱이 그것이다. 재료는 열성형으로 만들거나 사출성형하여 원하는 모양으로 만들 수 있다. 상하단에는 한 장의 소재를 사용하고, 별도로 추가하는 것이 아닌 소재와 일체형인 '리빙힌지'를 적용했다.
판지 또는 성형 펄프로 만든 접이식 상자도 클램셸 모양일 수 있다. 사탕수수-바가스, 밀짚, 목재펄프 등과 같은 셀룰로오스 섬유로 만들 수도 있다.